# Fudzsivara no Tosinari
Fudzsivara no Tosinari (japánul: 藤原俊成, Hepburn-átírással: Fujiwara no Toshinari), névváltozat: Fudzsivara no Sunzei (Kiotó?, 1114 – Kiotó, 1204. november 30.) japán költő.
Már fiatalkorában részt vett költői versenyeken. Verseit először Csósú eiszó („A hosszú őszök palotájának dalai”, 1178) címen gyűjtötte össze. Tíz évvel később, 1187–1188-ban versantológiát állított össze: Szenzaisú („Egy ezredév gyűjteménye”). Versei az ősi vakaköltészethez kapcsolódnak, de művein a Heian-kori próza, így többek között a japán irodalom klasszikus alkotása, Muraszaki Sikibu Gendzsi szerelmei című regényének hatása is érezhető. Egyik költeménye, melynek fordítója, Kosztolányi Dezső a Bánat címet adta:
A jó, a tiszta szenved,

űzi a gúny, a kardvas.

Futottam a világtól,

de a bánat hatalmas.

Itt a magányos erdőn

áll s könnyezik a szarvas!
      